# Thaumatorhynchus brooksi
Thaumatorhynchus brooksi là một loài thằn lằn trong họ Agamidae, sống ở Sumatra. Đây là loài duy nhất trong chi Thaumatorhynchus. Loài này được Parker mô tả khoa học đầu tiên năm 1924.